# کد منطقه‌ای دی‌وی‌دی

کدبندی مناطق با رنگ نمایش داده شده است.

کد منطقه‌ای دی‌وی‌دی نوعی روش مدیریتی است که به توزیع کنندگان فیلم این اجازه را می‌دهد تاریخ، محتوا و قیمت هر فیلم را بر اساس منطقه مذکور پیش‌بینی و کنترل نمایند. هر منطقه شامل چند کشور مختلف می‌شود.

## کدها
کد ۰ (صفر): به شکل غیررسمی به عنوان سراسری و جهانی معنا می‌شود؛ درحالی که به شکل رسمی معنایی ندارد.

کد ۱: آمریکا، کانادا، برمودا، کارائیب و کلیه مناطق تحت کنترل آمریکا

کد ۲: اروپا، خاورمیانه، ژاپن، آفریقای جنوبی، سوازیلند، لسوتو، گرینلند و مناطق تحت حاکمیت فرانسه

کد ۳: جنوب شرقی آسیا، کره جنوبی، تایوان، ماکائو

کد ۴: آمریکای جنوبی، آمریکای مرکزی، مکزیک، نیوزلند، استرالیا، اقیانوسیه و پاپوآ گینه نو

کد ۵: بنگلادش، هند، نپال، افغانستان، سریلانکا، اوکراین، بلاروس، روسیه، قزاقستان، پاکستان، آفریقا (بجز: مصر، آفریقای جنوبی، سوازیلند، لسوتو) آسیای مرکزی، مغولستان، کره شمالی

کد ۶: چین

کد ۷: رزرو شده برای آینده

کد ۸: مراکز بین‌المللی همچون: کشتی‌های کروز، سفینه‌ها و ایستگاه‌های فضایی

همه: شامل هر هشت کد بالا شده و امکان پخش در همه‌جا را دارد.